# Транекер (замок)
Транекер (дат. Tranekær Slot) — старинный замок в северной части городка Транекер на острове Лангеланн, Дания. Один из самых крупных замковых комплексов Дании. По своему типу относится к замкам на воде.

## История

### Ранний период
Замок Транекер впервые упоминается в документах, датированных XIII веков. Тогда это была укрепленная усадьба на холме. Вокруг был выкопан защитный ров, наполненный водой. Веутрь замка можно было попасть только по подъёмному мосту.
После смерти короля Вальдемара II Победоносного в 1241 году замок Транекер перешел к роду Абелей, боковой линии монаршей династии. Эта семья владела замком с небольшими перерывами до 1358 года, пока король Вальдемар IV Аттердаг не взял крепость штурмом после 14-дневной осады. Кастеляном Транекера стал королевский евнух. Сам монарх сделал замок административным центром всего острова.

### Эпоха Ренессанса

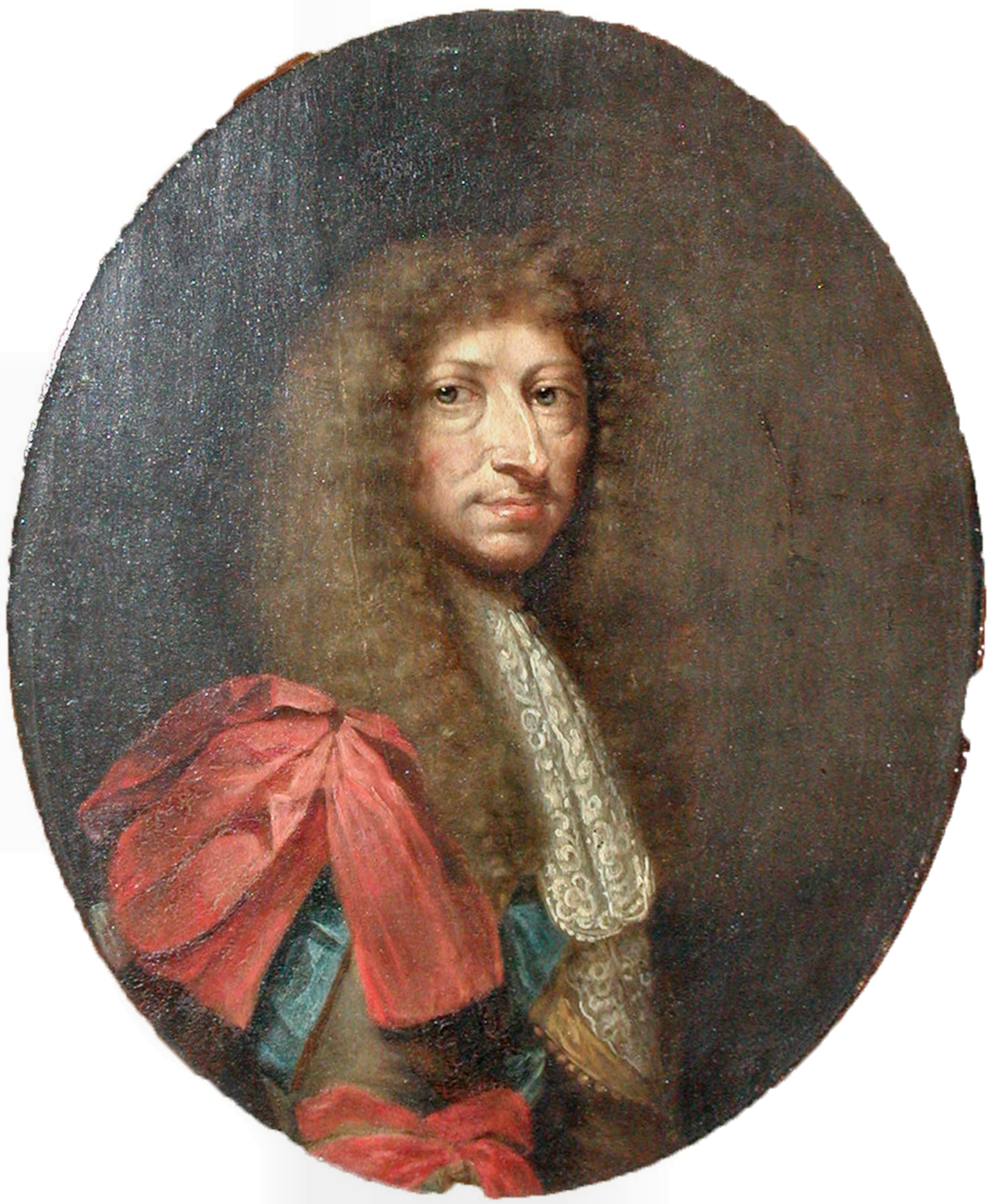
Граф Алефельдт, Фредерик (канцлер)

В 1500-х годах замок состоял из мощной центральной башни, двух жилых двухэтажных зданий и кольцевой стены. Однако с 1558 года Транекер перестал быть крепостью. Оба нынешних крыла имеют стены толщиной до трех метров, а в западном крыле в самой кладке есть проход для охраны.
В 1645 году замок был отдан в залог крупному землевладельцу по имени Кристиан цу Ранцау. В 1656 году его 15-летняя дочь Маргрете Доротея считалась самой богатой невестой Дании. В девушку влюбился 31-летний Фредерик Алефельдт. Но Кристиан Ранцау желал для дочери лучшей партии и не дал согласия на брак. Тогда Алефельдт принял решение похитить девушку. В День подарков 1656 года Фредерик и Маргрете обвенчались в деревенской церкви Гольштейна. Хроники сообщают, что Ранцау был в ярости. Однако ему пришлось смириться со свершившимся фактом. И в 1659 году он уступил замок Транекер и прилегающие поместья своему зятю как часть приданого дочери. С тех пор комплекс стал резиденцией семья Алефельд.
В 1665 году Фредерик Алефельдт получил титул немецкого графа. А в 1669 году он стал собственником поместья Риксинген в епархии Мец и Мёрсберг в Эльзасе. Кроме того, удачливый граф также владельцем имения Сёгордом в Южной Ютландии. Фредерик Алефельдт быстро сделал карьеру при дворе Фредерика III, а позднее получил должность Великого канцлера при правлении Кристиана V. Это произошло после опалы Педера Шумахера Гриффенфельда в 1676 году. В 1672 году Фредерик Алефельдт был возведён в датское графское достоинство. Он официально создал графство Лангеланн из своих различных владений с центром в Транекере.

### XVIII–XIX века

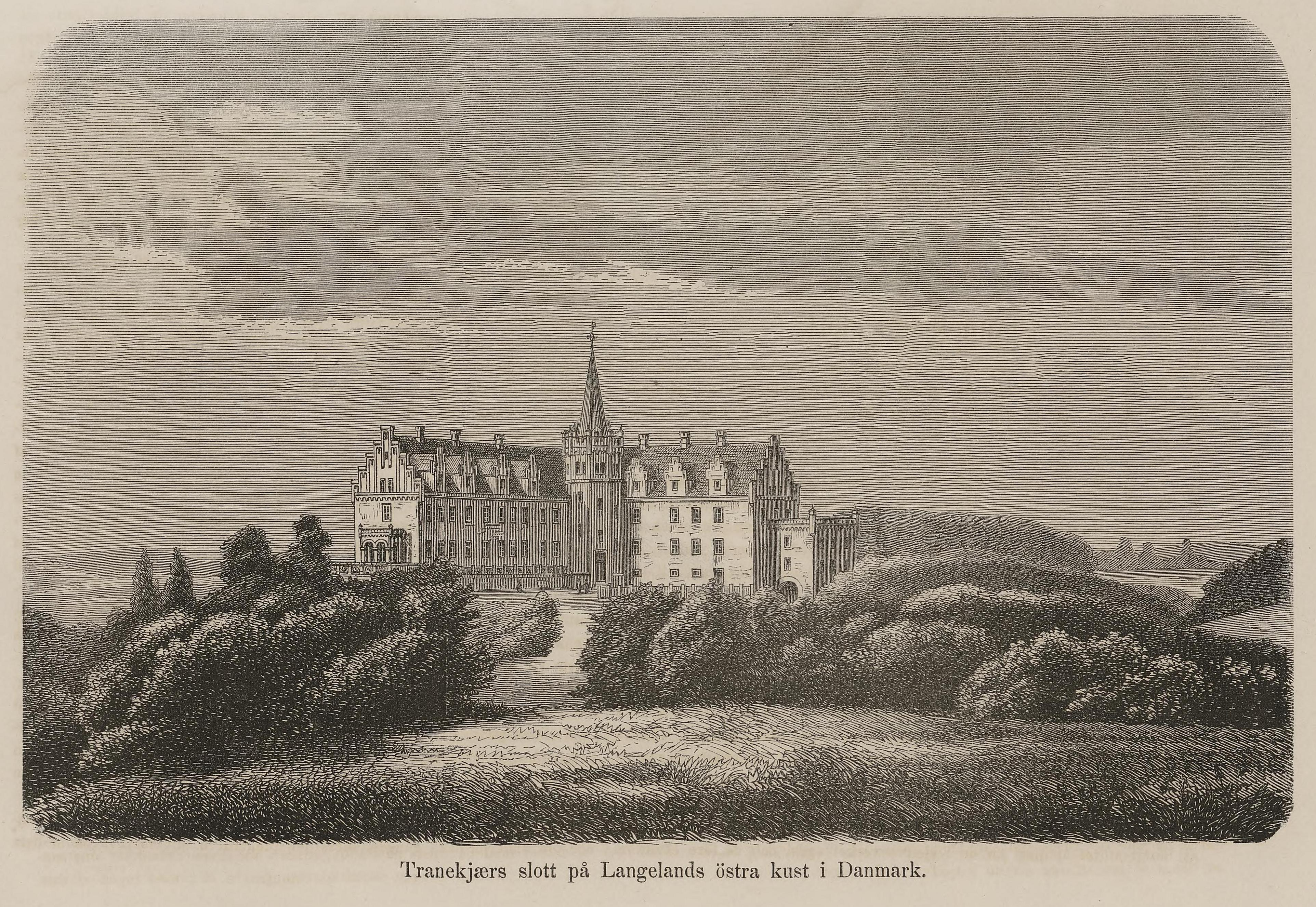
Замок на рисунке 1863 года

Все прежние постройки были снесены во время масштабной реконструкции 1722 года. 
Свой нынешний вил замок обрёл в XIX веке. Инициатором реконструкции стал графу Фредерик Алефельдт-Лаурвиг. В 1859-1865 годах он поручил архитектору, профессору Нильсу Зигфриду Небелонгу, провести комплексную реконструкцию. Западное крыло было расширено, появилась лестничная башня. Крыши стали двускатными и высокими. Фасады выкрасили в розовый цвет и украсили лепниной. 

### XX век
В 1948-1949 годах основные здания были отреставрированы, а фасады выкрашены красной краской. Посещение замка возможно по предварительной записи. По договорённости с собственниками возможно проведение свадеб или юбилейных торжеств. Внутри регулярно проводятся фестивали и выставки. В комплексе действует сувенирный магазин и ресторан. Часть комплекса отдана под пятизвёздочный отель.
В настоящее время дворцово-замковый комплекс находится в управлении специально созданного фонда Tranekær Gods.

## Описание
За долгие века своего существования Транекер многократно перестраивался. Постепенно из крепости он превратился в дворцовую резиденцию. Нынешний замок состоит из двух зданий. Оба оштукатурены и окрашены в красный цвет. От первоначального замка сохранились только фундаменты и фрагменты стен. Главный корпус представляет собой два трёхэтажных крыла примыкающих друг к другу под прямым углом. К внутренней части этого угла примыкает восьмиугольная лестничная башня с высоким шпилем. С её верхней площадки открываются живописные виды на парк, озеро и окрестности.
В северном крыле комплекса частично сохранилась каменная кладка XIV века. Поэтому Транекер иногда называют старейший сохранившейся светской постройкой в Дании. В подвале были найдены остатки ещё более древнего фундамента. Так что замок является одним из самых старых в стране. Прежний кольцевой ров существует до сих пор. К западу от замка дорога проходит по плотине, которая поддерживает уровень воды в каналах и рвах. 
Общая площадь имения (вместе с населёнными пунктами) достигает 1733 гектаров.

## Замковый парк
С севера и востока замок окружён парком, в центре которого расположено озеро. 
Во время перестройки в 1860 году большая часть прежнего сада в стиле барокко была преобразована ландшафтный парк. В 1890-1892 годах он был преобразован английским садовым архитектором Мильнером. При площади в 150 акрами парк является одним из самых больших в Дании. 
Помимо озера, небольшой китайской беседки и множества старинных деревьев, в парке имеется коллекция ландшафтных скульптур, созданных с 1993 года датскими и зарубежными художниками.

## Галерея

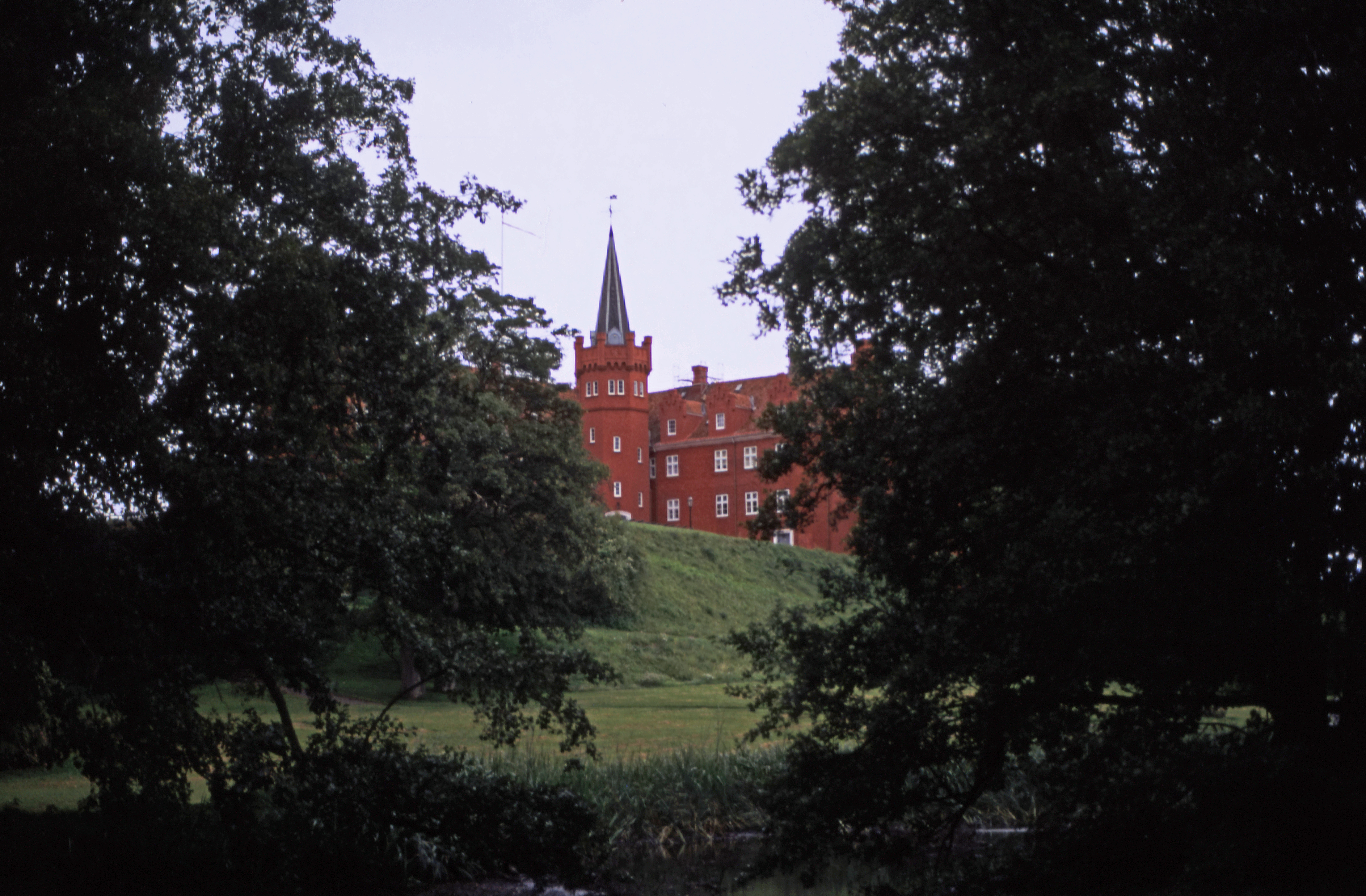
Вид замковой лестничной башни со стороны парка
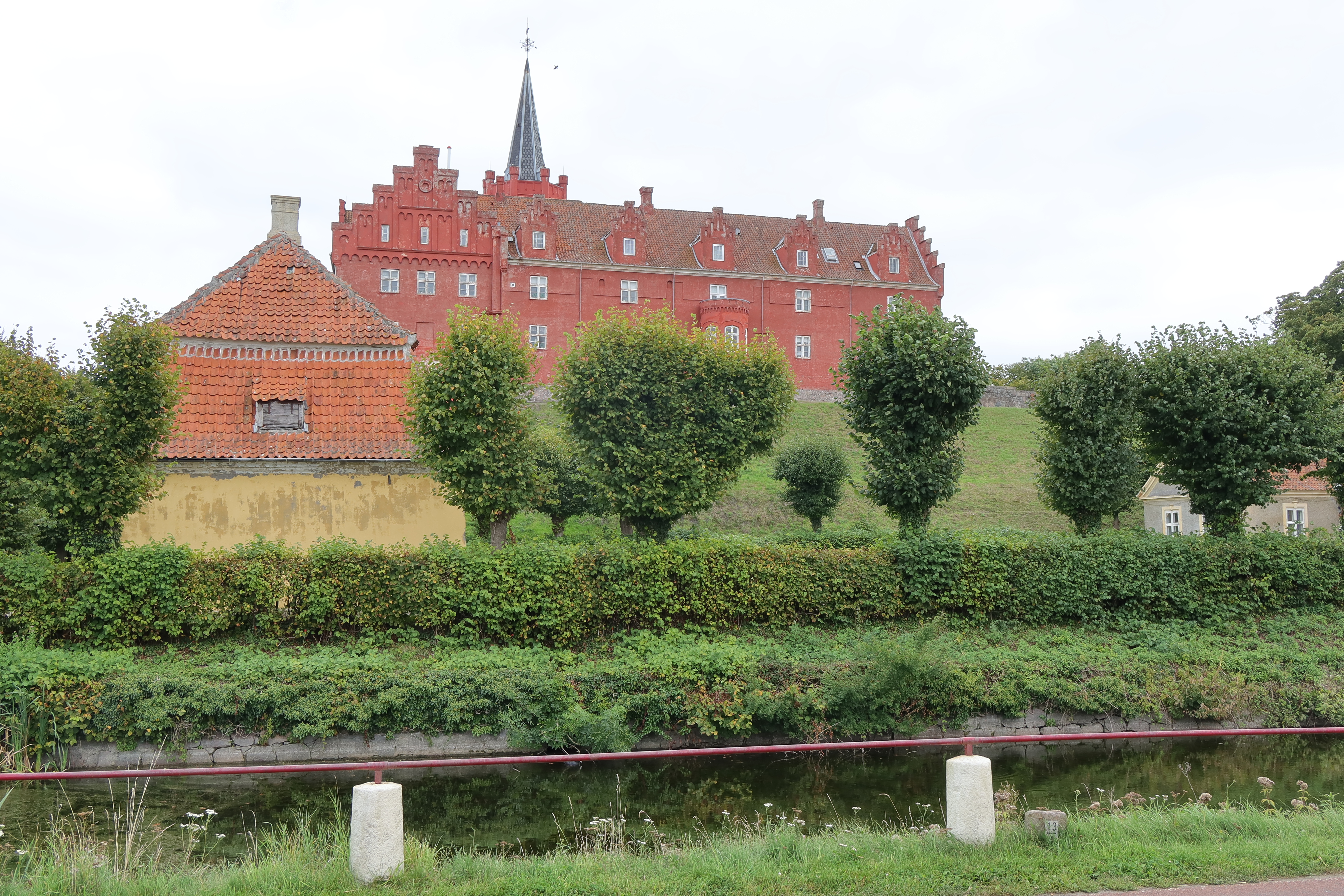
Замок со стороны городка Транекер
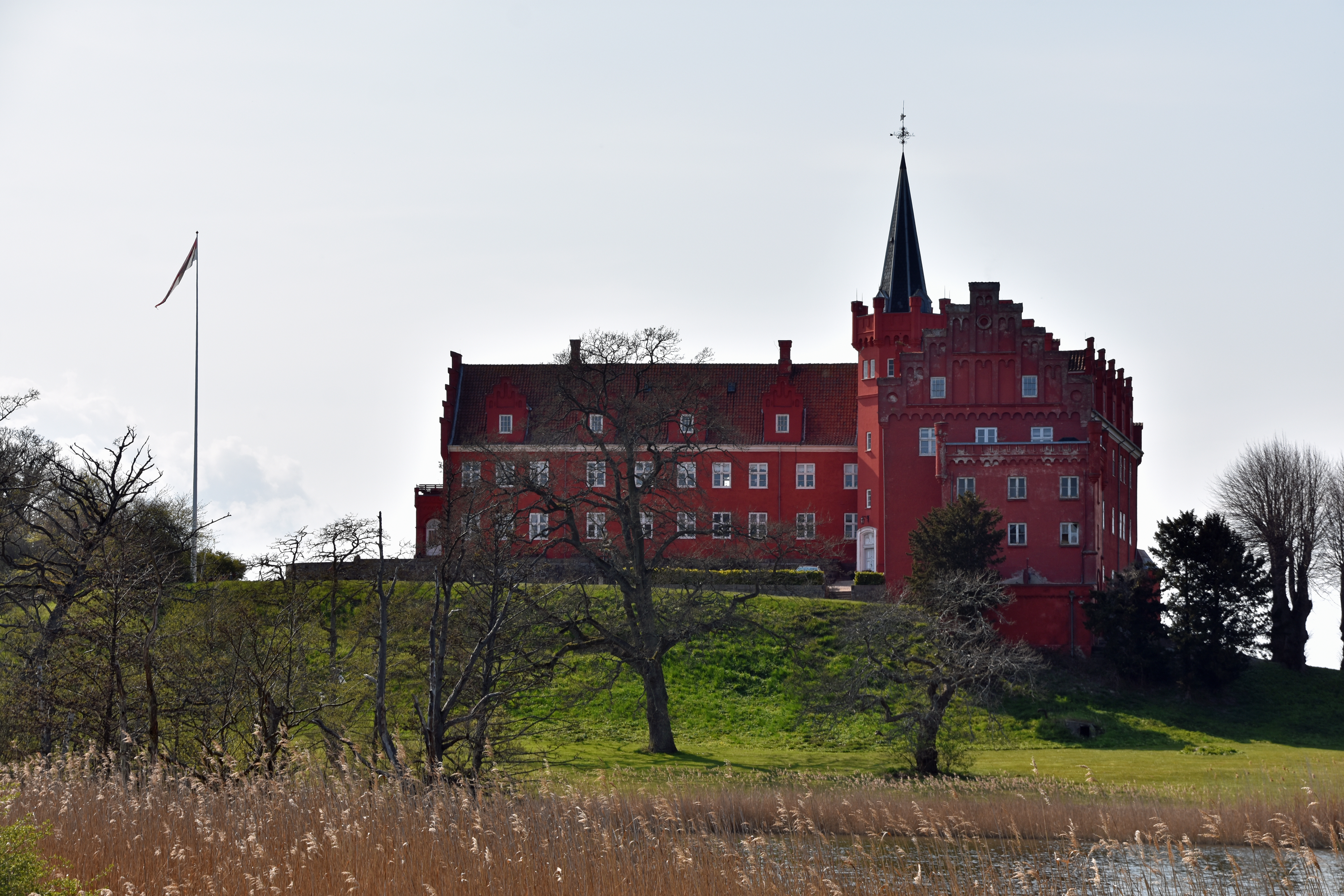
Вид замка с востока
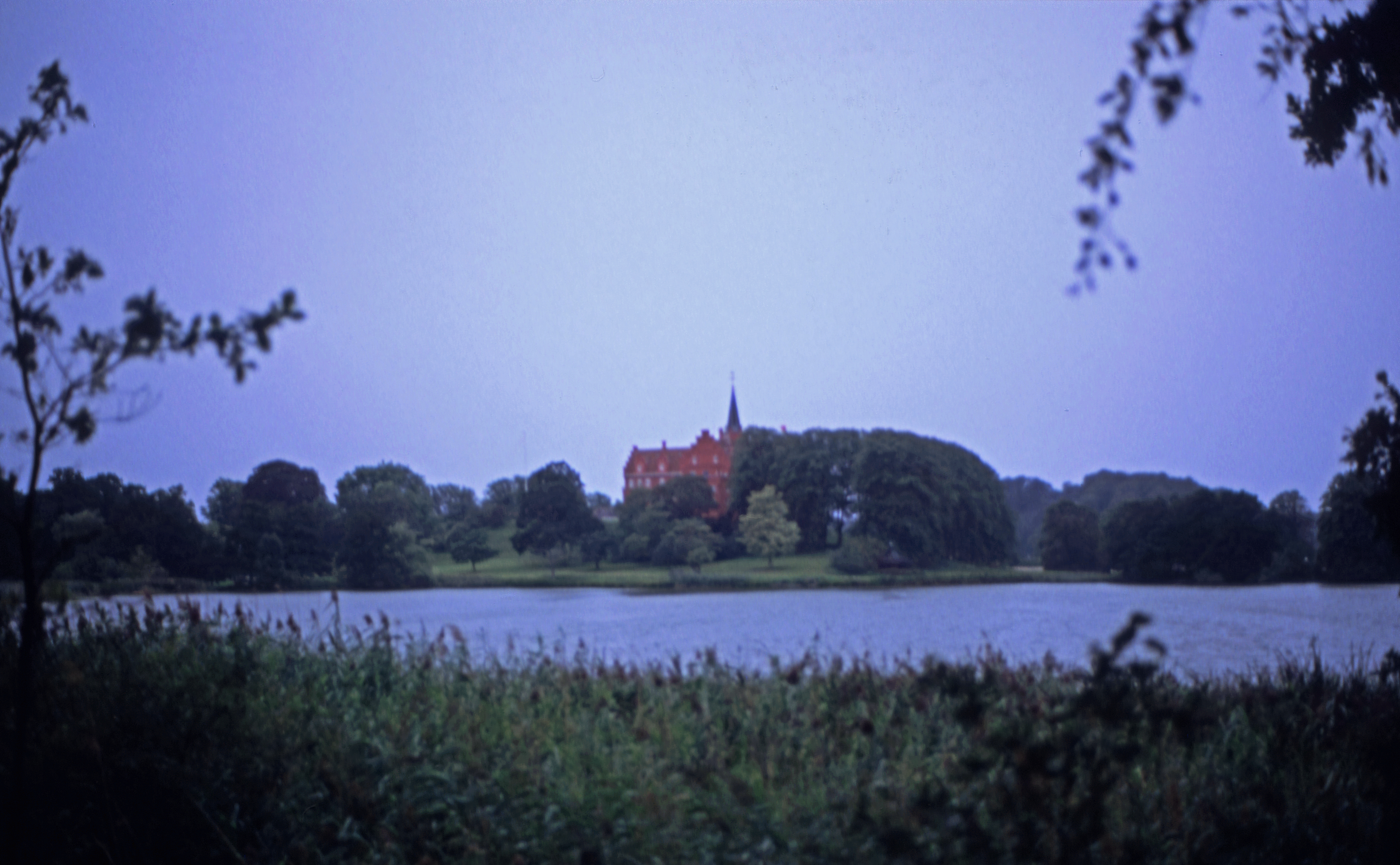
Замок со стороны озера в вечерних сумерках